# 超分極率
超分極率（ちょうぶんきょくりつ、英: Hyperpolarizability）または高次分極率（こうじぶんきょくりつ）とは、分子が光学的にどれだけ非線形に振る舞うかを表わす物性値である。非零の超分極率を持つ材料においては、誘起双極子はもはや入射光波の電場振幅には比例しなくなる。

## 原理

非点対称 p-ニトロアニリンは、超極率の大きい分子の例として挙げられる。

巨視的な系において、誘起双極子 P は電気感受率 χと電場 E の関数として表わされる。
{\displaystyle P=\chi E}
レーザーなど電場振幅が大きい光の場合、誘起双極子は羃級数を用いて表わす必要がある。
{\displaystyle P=\chi ^{(1)}F+\chi ^{(2)}FF+\chi ^{(3)}FFF+\ldots }
ここで、χ(2) および χ(3) はそれぞれ二次と三次の非線形効果である。空間群に点対称性のない結晶でのみ、これらは非零の値をとる。
この巨視的な物性に対応する微視的な（分子レベルの）物性について、分極率を用いた類似の羃級数を得る。
{\displaystyle p_{i}=\sum _{j}\alpha _{ij}F_{j}+\sum _{j\leq k}\beta _{ijk}F_{j}F_{k}+\sum _{j\leq k\leq l}\gamma _{ijkl}F_{j}F_{k}F_{l}+\ldots }
ここで、i,j,k,lは各分子軸を走る。β は二次の超分極率であり、これが非零になるのは分子が点対称性を持たない場合のみである。線形分極率 α と超分極率 β, γ はどちらも周波数に依存するテンソルである。
例としてドナー・アクセプター型分子 p-ニトロアニリンを取りあげると、この分子の電子密度は対称的な電場を印加しても非対称に偏りやすい。超分極率の大きな物質としては、π共役系の長い有機色素なども挙げられる。

## 技術
超分極率の厳密な測定は、A・デビッド・バッキンガムによりカー効果を用いて初めてなされた。最近よく使用されている方法は、ハイパレイリー散乱 (HRS) の測定や、電界誘起第二次高調波発生（英語: electric-field-induced second-harmonic generation, EFISH）である。計算化学においては、密度汎関数理論やHartree-Fock法に基いたSOS-アプローチ（"sum over states"）がよく用いられる。